# Nini Zogg
Nini von Arx-Zogg (ur. 18 marca 1907 w Arosa, zm. 5 lutego 1988) – szwajcarska narciarka alpejska, pięciokrotna medalistka mistrzostw świata. 
Pierwszy medal zdobyła na mistrzostwach świata w Innsbrucku w 1933 roku, gdzie zajęła drugie miejsce w zjeździe. Rozdzieliła tam na podium dwie Austriaczki: Inge Wersin-Lantschner i Gerdę Paumgarten. Dwa dni później była szesnasta w slalomie, co dało jej piąte miejsce w kombinacji. Podczas kolejnych mistrzostw świata w Innsbrucku była trzecia w zjeździe, plasując się za Evelyn Pinching z Wielkiej Brytanii i swą rodaczką - Elvirą Osirnig. W slalomie tym razem była siódma, w efekcie zajmując czwarte miejsce w kombinacji. Walkę i podium przegrała z Gerdą Paumgarten. Kolejne dwa medale zdobyła podczas mistrzostw świata w Chamonix w 1937 roku. W zjeździe zajęła drugie miejsce, między dwoma reprezentantkami III Rzeszy: Christl Cranz i Käthe Grasegger. W slalomie zajęła piątą pozycję, zdobyła jednak srebrny medal w kombinacji, za Cranz a przed Grasegger. Rok później, na mistrzostwach świata w Engelbergu w zjeździe była czwarta, przegrywając walkę o medal z Käthe Grasegger. W slalomie wywalczyła srebrny medal, przegrywając tylko z Cranz, a bezpośrednio wyprzedzając inną Szwajcarkę - Ernę Steuri. W kombinacji także była czwarta, tracąc do brązowej medalistki Käthe Grasegger 7 punktów. Brała też udział w mistrzostwach świata w Zakopanem w 1939 roku, zajmując dziewiąte miejsce w zjeździe, trzynaste w slalomie oraz jedenaste w kombinacji.

## Osiągnięcia

### Mistrzostwa świata
| Miejsce | Dzień     | Rok  | Miejscowość | Konkurencja | Wynik       | Strata      | Zwyciężczyni           |
| ------- | --------- | ---- | ----------- | ----------- | ----------- | ----------- | ---------------------- |
| 2.      | 8 lutego  | 1933 | Innsbruck   | Zjazd       | 6:49,4      | +20,6       | Inge Wersin-Lantschner |
| 16.     | 10 lutego | 1933 | Innsbruck   | Slalom      | 2:10,4      | +37,8       | Inge Wersin-Lantschner |
| 5.      | 10 lutego | 1933 | Innsbruck   | Kombinacja  | 100,000 pkt | -13,645 pkt | Inge Wersin-Lantschner |
| 3.      | 21 lutego | 1936 | Innsbruck   | Zjazd       | 4:45,0      | +10,8       | Evelyn Pinching        |
| 7.      | 24 lutego | 1936 | Innsbruck   | Slalom      | 2:17,1      | +16,4       | Gerda Paumgarten       |
| 4.      | 24 lutego | 1936 | Innsbruck   | Kombinacja  | 465,6 pkt   | +19,8 pkt   | Evelyn Pinching        |
| 2.      | 13 lutego | 1937 | Chamonix    | Zjazd       | 5:17,0      | +4,2        | Christl Cranz          |
| 5.      | 15 lutego | 1937 | Chamonix    | Slalom      | 2:29,2      | +16,0       | Christl Cranz          |
| 2.      | 15 lutego | 1937 | Chamonix    | Kombinacja  | 511,0 pkt   | +26,0 pkt   | Christl Cranz          |
| 4.      | 5 marca   | 1938 | Engelberg   | Zjazd       | 3:32,2      | +20,0       | Lisa Resch             |
| 2.      | 6 marca   | 1938 | Engelberg   | Slalom      | 2:51,9      | +5,5        | Christl Cranz          |
| 4.      | 6 marca   | 1938 | Engelberg   | Kombinacja  | 352,0 pkt   | +22,0 pkt   | Christl Cranz          |
| 9.      | 12 lutego | 1939 | Zakopane    | Zjazd       | 3:25,24     | +18,15      | Christl Cranz          |
| 13.     | 15 lutego | 1939 | Zakopane    | Slalom      | 2:36,3      | +1:42,4     | Christl Cranz          |
| 11.     | 15 lutego | 1939 | Zakopane    | Kombinacja  | 330,2 pkt   | +110,2 pkt  | Christl Cranz          |